# Mother (álbum de Luna Sea)
Mother es el cuarto álbum del grupo rock japonés Luna Sea. Llegó a ser número dos en Oricon. El álbum fue nombrado uno de los mejores desde 1989-1998 en un número de la revista musical Band Yarouze en 2004 y Allmusic lo llamó uno de los mejores del grupo junto a Shine de 1998.

## Lista de canciones
Toda la música compuesta por Luna Sea. 
| N.º | Título                                                                                                   | Duración |  |
| 1.  | «Loveless» (Composición original de Sugizo.)                                                             | 5:36     |  |
| 2.  | «Rosier» (Composición original de J.)                                                                    | 5:25     |  |
| 3.  | «Face to Face» (Composición original de Inoran.)                                                         | 4:45     |  |
| 4.  | «Civilize» (Composición original de Sugizo.)                                                             | 3:25     |  |
| 5.  | «Genesis of Mind ~Yume no Kanata e~" (GENESIS OF MIND ～夢の彼方へ～)» (Composición original de Sugizo.) | 8:12     |  |
| 6.  | «Aurora» (Composición original de Sugizo.)                                                               | 4:44     |  |
| 7.  | «In Future» (Composición original de J.)                                                                 | 4:16     |  |
| 8.  | «Fake» (Composición original de Inoran.)                                                                 | 3:12     |  |
| 9.  | «True Blue» (Composición original de J.)                                                                 | 3:47     |  |
| 10. | «Mother» (Composición original de Inoran.)                                                               | 5:18     |  |